# Pacific Ridge School
Pacific Ridge School, conocida como Pacific Ridge o PRS, es una escuela preparatoria universitaria coeducativa independiente para estudiantes en los grados 6-12. La escuela secundaria y preparatoria privada está ubicada en la comunidad Bressi Ranch de Carlsbad, una ciudad turística costera ubicada en el norte del condado de San Diego, California. La escuela educa a 635 estudiantes matriculados durante el año escolar 2021-2022. Los principales rivales académicos y atléticos de Pacific Ridge son The Bishop's School ubicada en La Jolla, La Jolla Country Day School ubicada en University City y Francis Parker School en Linda Vista.

## Historia y liderazgo
En el otoño de 2002, varias familias comenzaron a pensar en la perspectiva de una escuela secundaria y preparatoria independiente en el norte del condado de San Diego, California. Elaboraron una declaración de misión para guiar el desarrollo y el funcionamiento de la escuela, formaron una junta directiva fundadora y compraron un terreno en el sur de Carlsbad para el campus. La escuela abrió en 2007.
La Dra. Eileen Mullady, una educadora con amplia experiencia en educación secundaria y superior, llegó a Pacific Ridge School procedente de Horace Mann School en Nueva York. Asumió el cargo de directora fundadora de la escuela en el verano de 2005.
El director actual de la escuela, el Dr. Bob Ogle, se unió al personal fundador en 2006 y ayudó al Dr. Mullady ya la Junta Directiva a implementar la visión de la Escuela Pacific Ridge, así como su construcción y programas. Se convirtió en codirector de la escuela en julio de 2011 y sucedió a la Dra. Mullady tras su jubilación en abril de 2013.
El Dr. Ogle tiene un Ed.D. y un M.Ed. en Liderazgo Educativo y una Maestría en Educación en Inglés de Teachers College, Universidad de Columbia y una Licenciatura en Inglés y Economía de la Universidad de California, Davis.
Pacific Ridge dio la bienvenida a sus estudiantes fundadores de séptimo y noveno grado en el otoño de 2007. Posteriormente se agregaron grados adicionales y la primera clase que se graduó fue en 2011.

## Programas académicos

### Harkness Learning
La escuela Pacific Ridge es Harkness Learning. En lugar de sentarse en filas de escritorios frente a una pizarra, las clases de 15 estudiantes se sientan con su maestro alrededor de una gran mesa ovalada, llamada mesa Harkness. Debido a este arreglo, el intercambio de información durante una lección difiere del de un salón de clases tradicional. Los estudiantes escuchan, hacen preguntas y aprenden del maestro y unos de otros.
La escuela mantiene una proporción de estudiantes por docente de 7:1.
El plan de estudios y los requisitos de graduación de la Escuela Pacific Ridge superan los del diploma del Estado de California y la elegibilidad de UC/CSU.

### Educación Global
Los temas globales se entretejen a lo largo del plan de estudios y las últimas semanas del año escolar están reservadas para los viajes de los estudiantes. Aproximadamente el 90% de los estudiantes participan en viajes globales en Pacific Ridge School.
Los alumnos de sexto y séptimo grado exploran la naturaleza y las pequeñas comunidades en Big Bear y Catalina Island; Estudiantes de octavo grado consideran nociones de acción cívica y gobierno nacional en Washington D. C.
Los estudiantes de 9.º y 10.º grado obtienen una importante independencia y experimentan viajes internacionales y exploran entornos salvajes en los Estados Unidos.
Los estudiantes de undécimo y duodécimo grado pueden elegir entre una serie de viajes diseñados por la escuela a destinos de todo el mundo o pueden planificar su propia experiencia de viaje individual. En 2019, los estudiantes viajaron a Sudáfrica, las Islas Galápagos, Colombia, Vietnam, Kenia, Italia, Islandia, Austin, TX, Viena y Praga.
Desde la fundación de la escuela, los estudiantes han viajado por 58 países en seis continentes.

### Servicio de Aprendizaje
Como parte del plan de estudios estándar de la escuela privada de Carlsbad, los estudiantes de todos los grados ponen en práctica la ética, a nivel local y mundial, en un programa de aprendizaje de servicio de un año de duración. Los estudiantes se reúnen durante un período de clase semanal para adquirir habilidades académicas, de trabajo en equipo, de liderazgo y de resolución de problemas para aplicarlas en situaciones del mundo real.

## Campus
El campus de 14.5 acres consta de una escuela intermedia, una escuela secundaria, un centro de artes y tecnología, un centro de innovación y una biblioteca, un centro deportivo y un campo de césped artificial.
El edificio de Administración y Escuela Secundaria de 27,750 pies cuadrados se construyó en 2015 y abarca 11 aulas de seminario, tres laboratorios de ciencias, una sala de preparación de laboratorio y oficinas administrativas. Una sala de lectura de la escuela intermedia se abre a un patio al aire libre donde los estudiantes pueden reunirse para socializar y colaborar. Las salas de trabajo de los profesores pasan por alto la sala de lectura para promover la interacción entre profesores y estudiantes.
El edificio de la escuela secundaria de 32,500 pies cuadrados fue diseñado teniendo en cuenta la sostenibilidad ambiental. Las características del edificio incluyen 19 aulas estilo seminario, cuatro laboratorios de química, biología y física, cuatro salas de trabajo para maestros y dos salas de lectura de dos pisos. Una plaza al aire libre ofrece espacio para reuniones de estudiantes, cenas y eventos.
El Centro de Artes y Tecnología, construido en 2015, incluye estudios de teatro, danza y arte 2D y 3D, salas de práctica musical y galerías de exhibición. El Centro de diseño de tecnología admite tecnología digital, como producción de películas y audio, diseño gráfico y programación de computadoras, así como un estudio de diseño y fabricación para trabajos de robótica y construcción de escenarios de teatro.
El Centro de Innovación y Biblioteca, terminado en 2021, alberga la biblioteca, un espacio de robótica/fabricante, un laboratorio de biotecnología avanzada, un laboratorio de electrónica y tecnología, el Centro de Apoyo Estudiantil y varias aulas.
La instalación deportiva de 35,265 pies cuadrados de Pacific Ridge School es una de las más grandes entre las escuelas privadas de San Diego. La escuela también tiene un campo de fútbol y lacrosse de césped artificial de tamaño reglamentario para albergar competencias interescolares y clases de educación física.

## Admisiones
El proceso de admisión consiste en un recorrido por el campus, la presentación de una solicitud, la programación de una entrevista para los padres y los estudiantes, la realización del Examen de ingreso a la escuela independiente (ISEE) y la presentación de registros académicos y recomendaciones de maestros. La matrícula para el año académico 2021–2022 es de $35,100. La escuela brinda más de $3.5 millones en asistencia para la matrícula y el 31 por ciento de los estudiantes reciben ayuda.

## Facultad
Los miembros de la facultad de Pacific Ridge tienen antecedentes diversos y han estudiado en las mejores instituciones de todo el país y del mundo. Actualmente, provienen de 23 estados diferentes y nueve países diferentes. Los maestros están organizados en departamentos académicos, así como en equipos colaborativos de nivel de grado que se reúnen dos veces por semana.
La escuela emplea a 85 profesores, el 70% de los cuales tienen títulos avanzados.

## Adaptaciones universitarias
Los graduados de Pacific Ridge School han sido aceptados en los mejores colegios y universidades en todas las regiones de los Estados Unidos, así como en varios países del extranjero. La página web de matriculación universitaria de la escuela proporciona una lista completa.
Los requisitos del diploma son los siguientes:
- Inglés – 4 años consecutivos
- Historia-Estudios Sociales – 3 años
- Ciencias – 3 años
- Matemáticas – 3 años
- Idioma Extranjero – 3 años del mismo idioma
- Artes Visuales o Escénicas – 2 años
- Servicio de Aprendizaje – 2 años
- Salud – 1 trimestre
- Atletismo/Educación Física – 2 años (o equivalente)

## Atletismo
Los estudiantes de secundaria y preparatoria tienen la opción de participar en deportes de equipo en varios niveles durante el otoño, el invierno y la primavera.
La Escuela Pacific Ridge es miembro de la Sección de San Diego de la Federación Interescolar de California y compite en la Conferencia Costera.
Los equipos de las escuelas intermedias compiten en la Liga de Escuelas Intermedias de la Costa Sur y ofrecen una política de participación "sin cortes", para que todos los estudiantes tengan la oportunidad de jugar deportes en equipo y probar un deporte con el que quizás aún no estén familiarizados.
El programa atlético incluye varios equipos altamente competitivos, como el Pacific Ridge Hockey Club, campeón de la Liga de hockey de la escuela secundaria Anaheim Ducks 2019 en 2019 y finalista en el torneo estatal de la División 2 de CAHA.

## Artes visuales y escénicas
Todos los estudiantes de séptimo y octavo grado participan en un Programa de Artes de Escuela Intermedia de un año de duración que explora formas de arte que incluyen danza, artes de medios digitales, teatro, arte de estudio y música. Las actuaciones de los estudiantes son parte del plan de estudios de artes de la escuela intermedia y se llevan a cabo durante todo el año.
Los estudiantes de la escuela superior tienen la opción de tomar clases de arte durante todo el año. Se ofrecen más de 30 clases.

## Vida estudiantil

### Actividades y clubes
Se ofrece una variedad de actividades y clubes en la escuela privada de San Diego, la mayoría de los cuales están integrados en el día escolar. Hay una lista completa disponible en línea.
Algunas de las actividades extracurriculares de la escuela superior incluyen el club de astronomía, el club de artes digitales, finanzas e inversiones, el club de jardinería, el teatro de improvisación, la robótica, el periódico escolar y el consejo estudiantil. Algunas de las opciones de la escuela intermedia son el club de patinaje, el club de baile, la robótica subacuática, la banda de rock, el taller de madera y el yoga.

### Clubes académicos de competición

#### Modelo Naciones Unidas
El equipo galardonado de la Escuela Pacific Ridge participa en varias competencias MUN regionales y nacionales cada año, y organiza la Conferencia Regional de la Costa Norte anual en asociación con High Tech High North County.

#### Liga Académica
La Escuela Pacific Ridge participa en la División Norte de la Liga Académica del Condado Norte, compitiendo contra la Escuela Secundaria Mission Vista, la Escuela Secundaria Rancho Buena Vista, la Escuela Secundaria Vista, la Academia Guajome Park, la Escuela Secundaria Oceanside y la Escuela Secundaria El Camino.

#### Olimpiada de Ciencias
La Escuela Pacific Ridge compite en la Olimpiada Regional de Ciencias de San Diego en las Divisiones B y C.

#### Robótica
La escuela Pacific Ridge alberga equipos de robótica de secundaria y preparatoria y compite en SeaPerch Underwater Robotics y FIRST Tech Challenge. Ambos equipos han progresado a competencias regionales y nacionales.

### Publicaciones estudiantiles
Global Vantage, un grupo de aprendizaje de servicio y publicación dirigido por estudiantes colabora con estudiantes de Kibera Girls Soccer Academy en Kibera, Kenia y Canyon Crest Academy en San Diego. La revista impresa y en línea recopila y edita historias de autores de todo el mundo y ha ganado numerosos premios nacionales. Estos incluyen el Premio Edmund J. Sullivan (2014), el Premio Gold Crown (2014, 2012) de la Asociación de Prensa Escolástica de Columbia y el Desafío Nacional de Inicio de Educación 2012 del Departamento de Educación de los Estados Unidos.
The Element es una publicación estudiantil que presenta artes de medios digitales, artes de estudio y poesía.
Ridge Report es un periódico estudiantil semanal en línea.

### Publicaciones escolares
La escuela publica su revista, "The VIEW", dos veces al año, así como boletines electrónicos semanales para la comunidad escolar.

### Trabajo de identidad
Los estudiantes trabajan muy duro para crear un entorno inclusivo que rodee la identidad a través de grupos de afinidad y alianzas dirigidos por estudiantes. Estos grupos se reúnen para compartir cultura, experiencias, comida, arte o alguna combinación de todo esto. Esto crea un sentido de comunidad y un espacio seguro para estudiantes con identidades marginadas. Los grupos de afinidad y alianza se crean constantemente en el campus:
Americano Asiático Isleño del Pacífico, Grupo Antirracista, Unión de Estudiantes Negros, Feministas Unidas, Alianza de Sexualidad de Género, Grupo de Afinidad Judío, Latinx Unidos, Medio Oriente Norte de África, Alianza Multicultural, Alianza del Sur de Asia